# Frederic Francisc al II-lea, Mare Duce de Mecklenburg
Frederic Francisc al II-lea (28 februarie 1823 – 15 aprilie 1883) a fost ofițer prusac și Mare Duce de Mecklenburg-Schwerin de la 7 martie 1842 până la 15 aprilie 1883.

## Biografie
S-a născut la Schloss Ludwigslust ca fiul cel mare al Marelui Duce Ereditar Paul Friedrich de Mecklenburg și a soției acestuia, Prințesa Alexandrine a Prusiei. A devenit moștenitor aparent al Marelui Ducat după decesul străbunicului său Frederic Francisc I, Mare Duce de Mecklenburg-Schwerin la 1 ianuarie 1837. Frederic Francisc a primit o educație particulară până în 1838. Apoi, a urmat institutul Blochmann din Dresda înainte de a ajunge la Universitatea din Bonn. Frederic Francisc i-a succedat tatălui său ca Mare Duce la 7 martie 1842.
În timpul Războiului austro-prusac el a comandat forțele care au ocupat Leipzig și au asediat  Nürnberg. De asemenea, a luat parte la Războiul franco-prusac în timpul căruia a fost numit Guvernator General al Reims și a comandat forțele germane în asediul de la Toul. A apărat forțele prusace în timpul Asediului Parisului de atacul forțelor franceze. A învins forțele franceze în Bătălia de la Beaune-La-Rolande și în Bătălia de la Beaugency. A deținut rangul de general prusac și cel de general rus.

## Căsătorii și copii
Frederic Francisc s-a căsătorit prima dată cu Prințesa Augusta de Reuss-Köstritz (1822–1862) la 3 noiembrie 1849 la Ludwigslust. Au avut șase copii:
- Frederic Francisc III (1851–1897) tatăl Alexandrinei, regină a Danemarcei și a Cecilei, ultima Prințesă Moștenitoare a Prusiei.
- Paul Frederic (1852–1923) căsătorit cu Prințesa Marie de Windisch-Graetz
- Maria (1854–1920) căsătorită cu Marele Duce Vladimir Alexandrovici al Rusiei. Fiul lor, Kiril a devenit pretendent la tronul Rusiei după asasinarea vărului său Nicolae al II-lea al Rusiei.
- Nikolaus (1855–1856)
- Johann Albert (1857–1920) regent al Ducatului de Brunswick
- Alexandru (1859-1859)

Frederic Francisc s-a căsătorit a doua oară la Darmstadt la 4 iulie 1864 cu Prințesa Anne de Hesse și de Rin, fiica Prințului Karl de Hesse și de Rin și a soției acestuia, Prințesa Elisabeta a Prusiei. Au avut o fiică:
- Ana (1865–1882)

A treia soție a fost Prințesa Maria de Schwarzburg-Rudolstadt, cu care a avut patru copii:
- Elisabeta (1869–1955) căsătorită cu Frederic Augustus al II-lea, Mare Duce de Oldenburg (1852–1931)
- Friedrich Wilhelm (1871–1897)
- Adolf Friedrich (1873–1969)
- Hendrick (1876–1934) căsătorit cu regina Wilhelmina a Țărilor de Jos, tatăl reginei Juliana a Țărilor de Jos.